# Sarah Roemer
Sarah Christine Roemer (San Diego, 28 augustus 1984) is een Amerikaans actrice en model.
Op 15-jarige leeftijd werd Roemer ontdekt en bouwde als gevolg ervan een carrière als model op. Toen ze 17 jaar oud was, verliet ze haar familie om een carrière te maken in New York.
In 2006 maakte ze haar filmdebuut met een bijrol in Wristcutters: A Love Story. Een jaar later brak ze internationaal door met een hoofdrol in de kaskraker Disturbia. Dit resulteerde in aangeboden filmrollen, waar ze tegenwoordig aan werkt.
Ze speelt ook een van de hoofdrollen in de televisieserie The Event.

## Filmografie

### Televisie
- 2010–2011: The Event als Leila Buchanan
- 2013–2014: Chosen